# Lancia CL51 / TL51
Los modelos Lancia CL51 y Lancia TL51 fueron dos camiones de transporte y carga militares (respectivamente) fabricado por la marca italiana Lancia Veicoli Industriali desde 1952 hasta 1970.

## Características principales
El CL51 y TL51 eran vehículos militares robustos, el primero (CL51) diseñado para el transporte de pasajeros y el otro (TL51) diseñado para el transporte de materiales (cabina posterior). Ambos vehículos tenían el mismo motor de gasolina de cuatro cilindros con una cilindrada de 2,5 litros y una potencia máxima de 63 caballos con tracción en las cuatro ruedas. CL51 alcanzaba una velocidad máxima de 74 km/h, mientras que el TL51 llegaba a los 60 km/h.